# Dietrich Kölzow
Dietrich Kölzow (* 29. Juni 1930 in Greifswald; † 26. Dezember 2018 in Erlangen) war ein deutscher Mathematiker und Hochschullehrer.

## Ausbildung und Beruf
Kölzow studierte an der Universität Greifswald Mathematik und Physik. Er promovierte dort 1960 bei Willi Rinow mit einer Arbeit zum Thema Zur konkreten Darstellung der abstrakten Integrale von Stone und Bourbaki-McShane. Kölzow arbeitete bis 1961 als wissenschaftlicher Mitarbeiter am Greifswalder Mathematischen Institut. Außerdem forschte er am Institut für Gasentladungsphysik (Plasmaphysik) der Akademie der Wissenschaften.
1961 verließ Kölzow die Deutsche Demokratische Republik (DDR) und ging in die BRD nach Jülich. Dort arbeitete er bis 1965 als wissenschaftlicher Mitarbeiter am Zentralinstitut für angewandte Mathematik des Forschungszentrums Jülich.
1966 habilitierte sich Kölzow an der Universität des Saarlandes mit einer Arbeit zum Thema Differentiation von Maßen, die auch als Buch erschien. 1968 war Kölzow für ein Jahr Gastprofessor an der University of Florida und danach an mehreren anderen ausländischen und inländischen Universitäten, darunter an der University of Waterloo, Kanada, am Karlsruher Institut für Technologie und an der Universität Stuttgart. 1972 folgte er einem Ruf an die Friedrich-Alexander-Universität Erlangen-Nürnberg, wo er den Lehrstuhl für Mathematik bis zu seiner Emeritierung im Jahr 1998 innehatte.

## Forschungsinteressen
Kölzow war vielseitig interessiert. Er forschte aus den Gebieten der Maßtheorie, der Funktionalanalysis, der Integraloperatoren, der Fraktale, der Stochastischen Analysis, der Harmonischen Analyse und der Zeit-Frequenz Analyse. Auch nach seiner Emeritierung blieb er wissenschaftlich aktiv und untersuchte Unschärfeprinzipien in der Quantenmechanik und der Quantenlogik.

## Familie
Kölzow war verheiratet und hatte Kinder und Enkel.

## Veröffentlichungen (Auswahl)
- Wavelets. A tutorial and a bibliography, 1994, Rend. Ist. Mat. Univ. Trieste 26, Suppl., 49–220
- Mit Peter Singer: Zur Hlawka-Radon-Transformation, 1992, Sitzungsber., Abt. II, Österr. Akad. Wiss., Math.-Naturwiss. Kl. 201, No. 1–10, 1–9
- Mit A. Kuba, A. Volčič: An algorithm for reconstructing convex bodies from their projections, 1989, Discrete Comput. Geom. 4, No. 3, 205–237
- Random homeomorphisms In: Measure Theory, Oberwolfach 1983
- Disintegration of a measure with respect to a correspondence In: Measure Theory, Oberwolfach 1983
- Measurable weak selections In: Measure Theory, Oberwolfach 1979
- On the existence of lower densities in noncomplete measure spaces In: Measure Theory, Oberwolfach 1975
- Differentiation von Maßen, 1968, Springer Berlin Heidelberg, ISBN 978-3-540-35875-6
- Charakterisierung der Maße, welche zu einem Integral im Sinne von Bourbaki gehören II. Normalität, 1967, Springer, Archiv der Mathematik volume 18, pages 45–60
- Adaptations- und Zerlegungseigenschaften von Maßen, 1966, Mathematische Zeitschrift, Band 94 online